# Johan Petersson (handbollsspelare)
Pär Johan Petersson, ofta stavat Pettersson, född 29 mars 1973 i Karlshamn, är en svensk handbollstränare och tidigare handbollsspelare (högersexa). Han spelade 250 landskamper och gjorde 815 mål för Sveriges landslag mellan åren 1993 och 2008.
Tog guld i Trim-Sm (2024) med Cafe Lillian HF.

## Handbollskarriär
Johan Petersson föddes i Karlshamn, men började spela handboll i Partillelaget IK Sävehof. 1990 debuterade han i elitserien och var med om att ta två raka SM-silver, 1993 och 1994. 1996 blev han proffs i tyska GWD Minden. Övergången blev uppmärksammad då det var ett "Bosman-fall", som då var ett relativt nytt fenomen.
Johan Petersson spelade en säsong för GWD Minden innan han bytte klubb till HSG Nordhorn, som då bestod av flera andra svenska spelare, bland andra Ola Lindgren. I Nordhorn stannade han fyra säsonger innan han blev värvad av THW Kiel.
I THW Kiel förenades Johan Petersson med flera landslagskamrater, bland andra Magnus Wislander, Staffan Olsson och Stefan Lövgren.

### Landslagsspel
Johan Petersson spelade 249 landskamper för Sveriges herrlandslag i handboll. Han var bland annat med och vann VM-guld 1999 i Egypten.
Karriären i svenska herrlandslaget började 1993 mot Estland och avslutades efter EM 2008 i Norge mot Norge.

## Efter handbollskarriären
Johan Petersson har bland annat varit chefredaktör för den numera nedlagda tidskriften Handbollsmagasinet, där han även skrev artiklar.

## Meriter
Klubblag
- Tysk mästare två gånger (2002 och 2005) med THW Kiel
- EHF-cupmästare 2002 med THW Kiel
- Svensk mästare 2009 med Alingsås HK

Landslag
- EM 1994 i Portugal:  Guld
- VM 1995 på Island:  Brons
- EM 1996 i Spanien: 4:a
- OS 1996 i Atlanta:  Silver
- EM 1998 i Italien:  Guld
- VM 1999 i Egypten:  Guld (uttagen i all-star team)
- EM 2000 i Kroatien:  Guld
- OS 2000 i Sydney:  Silver
- VM 2001 i Frankrike:  Silver
- EM 2002 i Sverige:  Guld
- VM 2003 i Portugal: 13:e
- EM 2004 i Slovenien: 7:a
- VM 2005 i Tunisien: 11:a
- EM 2008 i Norge: 5:a

- Totalt: 10 medaljer (2 OS-silver, 1 VM-guld, 4 EM-guld, 1 VM-silver, 1 VM-brons)

Individuella utmärkelser
- Kopia av Svenska Dagbladets guldmedalj 1998
- Uttagen till all-star team i samband med VM 1999
- Uttagen till Bundesligas all-star team säsongerna 2001/2002 och 2002/2003